# Angelo Battelli
Angelo Battelli (Macerata Feltria, 28 marzo 1862 – Pisa, 11 dicembre 1916) è stato un fisico e politico italiano.

## Biografia
Nel 1880 si iscrisse alla Facoltà di fisica dell'Università di Torino, ove conseguì la laurea nel 1884. Assistente di Andrea Naccari all'Istituto di Fisica dal 1885 al 1889, vinse il concorso per la cattedra di Fisica sperimentale, insegnando prima a Cagliari, poi a Padova e infine a Pisa dal 1893, alla cattedra lasciata da Riccardo Felici. Fu direttore del Nuovo Cimento dal 1894, risollevandone le sorti, e nel 1897 fondò la Società italiana di fisica.
Repubblicano, fu eletto deputato nel 1900, nel 1904, nel 1909 e nel 1913 nei collegi di Pisa e di Urbino. Massone, fece parte delle logge pisane Fratellanza Universale, Ettore Socci e poi Carlo Darwin. La sua fama deriva dagli studi sull'elettricità medica, sulle proprietà termiche dei vapori, sulle scariche oscillatorie e i fenomeni della radioattività.
I suoi studi in collaborazione con il fisico Pietro Pierini lo portarono ad interessarsi dell'argomento ‘sincronizzazione’ partecipando alla più antica sperimentazione pubblica di un apparato cinematografico sonoro, avvenuta il 19 ottobre 1906 presso il Cinematografo Lumière di Palazzo Agostini a Pisa.
È sepolto all'interno del Camposanto Monumentale nella Piazza del Duomo a Pisa.

## Riconoscimenti
- La sua città natale ha dedicato a lui il teatro civico.
- Il Comune di Pisa gli ha intitolato una via.